# Cinara anzai
Cinara anzai är en insektsart som beskrevs av Hottes och Essig 1953. Cinara anzai ingår i släktet Cinara och familjen långrörsbladlöss. Inga underarter finns listade i Catalogue of Life.